# 발사대

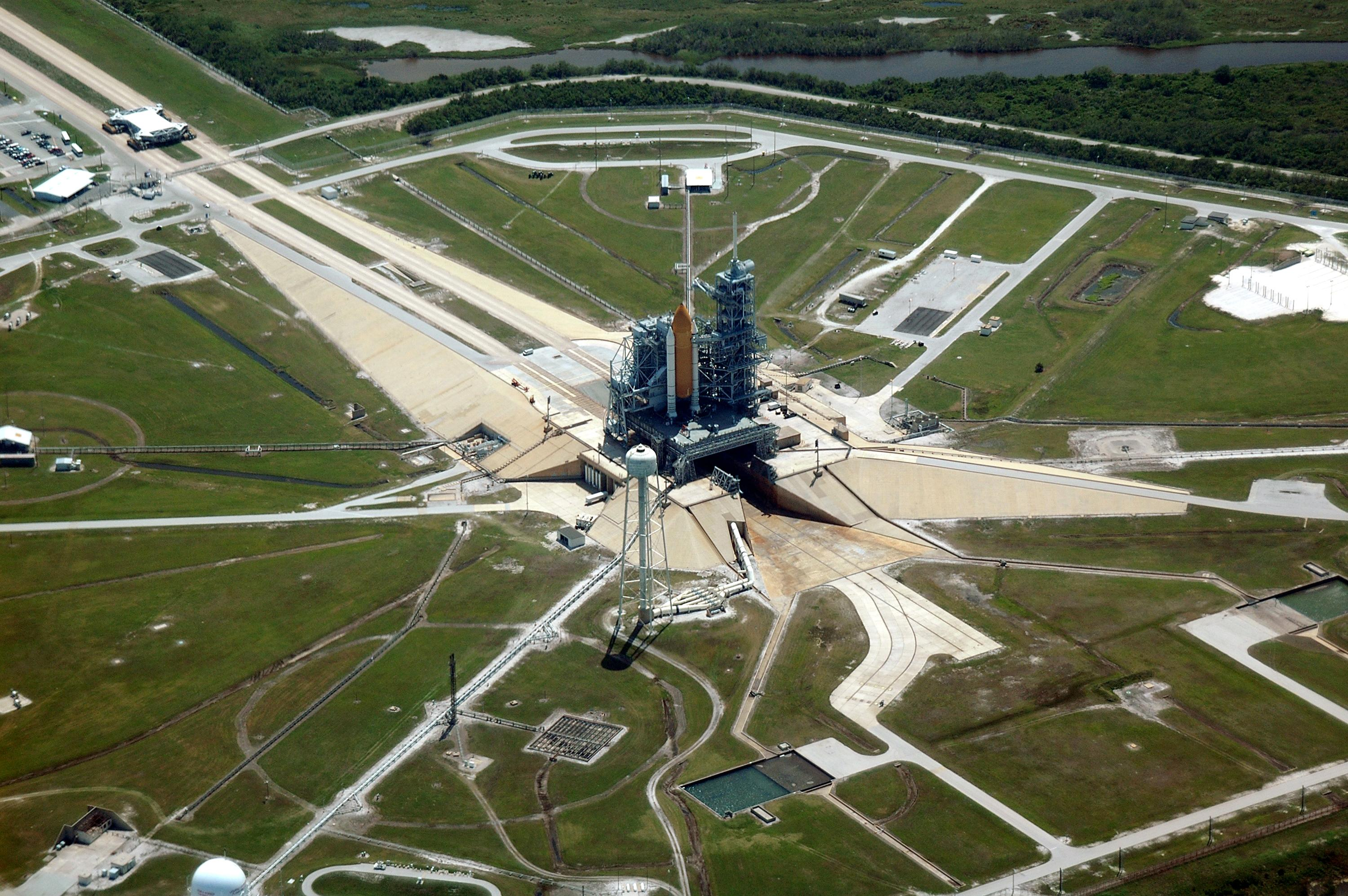
케네디 우주 센터 발사 시설 39

발사대(發射臺)는 로켓이나 우주 왕복선의 발사 시에 사용되는 하중 지지대이다.
전형적인 발사대는 서비스 구조물과 꼬인 케이블로 구성된다. 서비스 구조물은 발사 전에 로켓에 대한 물리적 액세스를 가능하게 하고, 발사시 안전 거리까지 이동되거나, 회전되는 경우가 많다. 한편 꼬인 케이블은 발사 장치에 가스와 전력, 통신 링크를 공급한다. 발사 기계 아래에 위치한 플랫폼은 로켓 엔진에서 발생하는 힘과 열을 견딜 수 있는 프레임 구조를 하고 있다.
대부분의 로켓은 점화에서 몇 초 동안 기체에 안정된 지지를 필요로한다. 엔진이 안정되면 로켓과 발사대를 연결하고 있는 분리 볼트가 작렬하고 로켓은 상승해 나간다.

## 같이 보기
- 미사일 발사시설
- 비로켓 우주 발사
- 우주기지